# 작괘천
작괘천(酌掛川)은 울산광역시 울주군 상북면 등억알프스리의 신불산 홍류폭포에서 발원하여 삼남읍 신화리에서 삼동천으로 유입하는 지방하천으로, 작수천(酌樹川)으로 불리기도 하였다. ‘작괘’라는 이름은 하천의 바위가 지속적인 물살에 파인 모양이 술잔[酌]을 걸어둔[掛] 것과 비슷하다고 하여 붙었다.

## 지리
고려 말의 충신 정몽주가 작괘천 인근에 유배를 왔는데, 작괘천변에 지은 작천정(酌川亭)에서 경치를 보며 시를 읊었다고 한다. 일제강점기에는 언양읍의 3.1운동의 중심지로도 유명했다.